# Forcipomyia lingnanensis
Forcipomyia lingnanensis är en tvåvingeart som beskrevs av Liu, Yan och Yu 1999. Forcipomyia lingnanensis ingår i släktet Forcipomyia och familjen svidknott.
Artens utbredningsområde är Guangxi (Kina). Inga underarter finns listade i Catalogue of Life.